# Кунене (река)
Куне́не (порт. Cunene) — река в юго-западной Африке, начинается в Анголе, в среднем и нижнем течении образует границу между Анголой и Намибией и вливается в Атлантический океан. Наряду с Оранжевой, одна из двух непересыхающих рек, пересекающих пустыню Намиб. Длина 1207 км, по другим данным — 945 км. Площадь бассейна 109 832 км², расход воды 174 м³/с.
Кунене начинается в центральной Анголе на плоскогорье Бие в 32 км северо-восточнее города Уамбо и течёт по крутому гранитному руслу на юг. У Маталы река покидает гранитную возвышенность, падая на 13 м, и попадает на северную окраину пустыни Калахари, где в течение дождливого сезона затапливает близлежащие пески. Дамба, построенная в этом месте, повышает уровень реки ещё на 8 м, и приобретённый перепад уровня в 21 м используется для генерации электричества.
У Олушанджи река резко поворачивает на запад, проходит через серию быстрин и заканчивается водопадом Руакана высотой 124 м, где она также перегорожена плотиной с целью производства электричества и ирригации. Начиная с этой точки река образует границу между Анголой и Намибией. В 80 км к западу река течёт по участку глубоких ущелий, которые прорезают горные хребты Зебра и Байниш, достигающие высоты более 2200 м, тогда как речное ложе находится в 1200 м ниже. На этом отрезке река пересекается водопадом Епупа высотой 30 м. Проект строительства плотины гидроэлектростанции на этом водопаде, предложенный намибийским правительством, вызвал протесты экологов и представителей местного народа гимба, земли которого должны быть затоплены водохранилищем.
По выходе из ущелья Байниш Кунене попадает в пустыню Намиб, где значительно сокращает сток, и в итоге впадает в Атлантический океан несколькими рукавами дельты шириной около 30 км. Устье реки создаёт лиманы, которые в течение сухого сезона отделяются от океана песчаными косами.

## Галерея

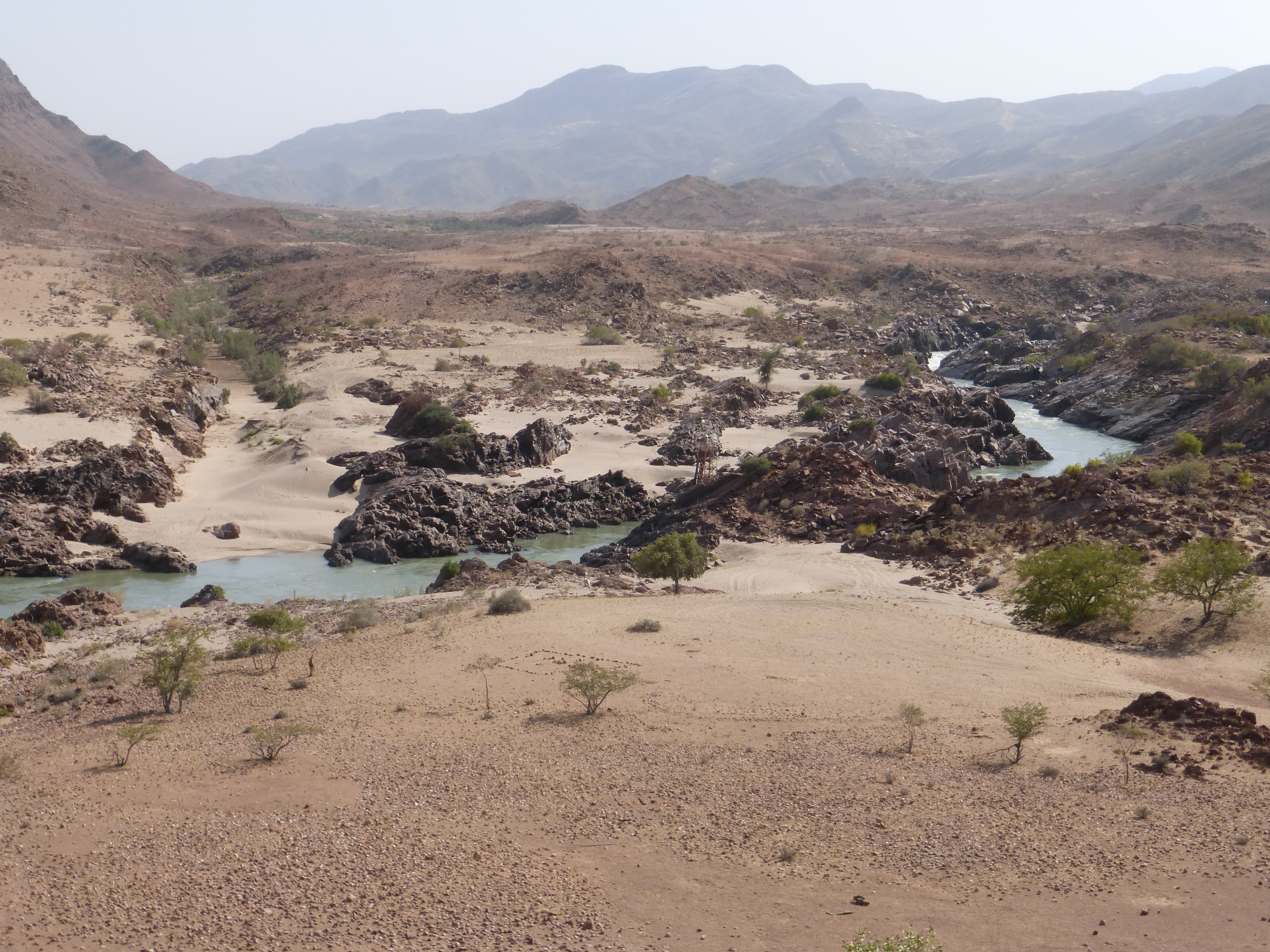
Кунене в Анголе
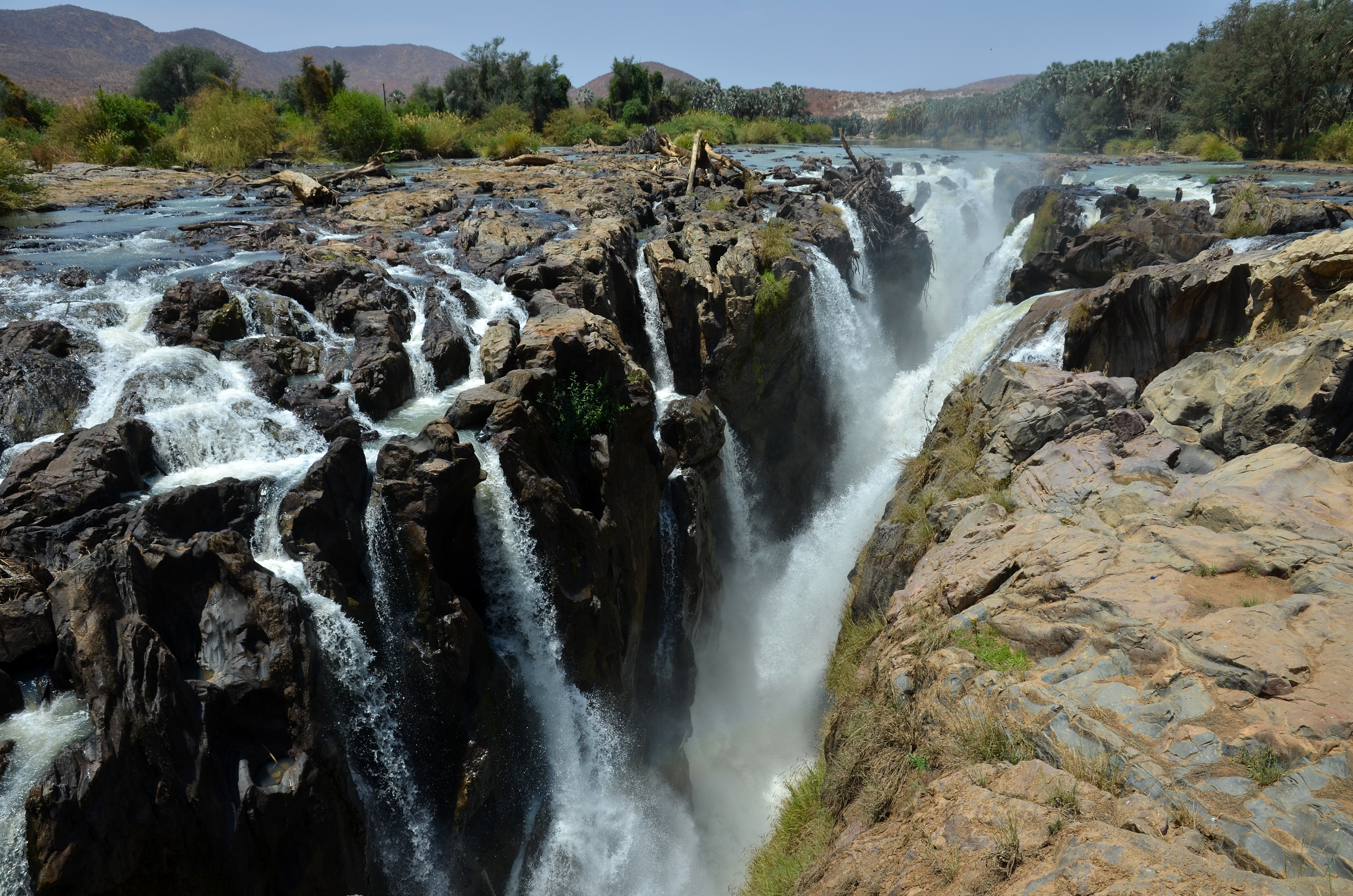
Водопад Эпупа в Намибии
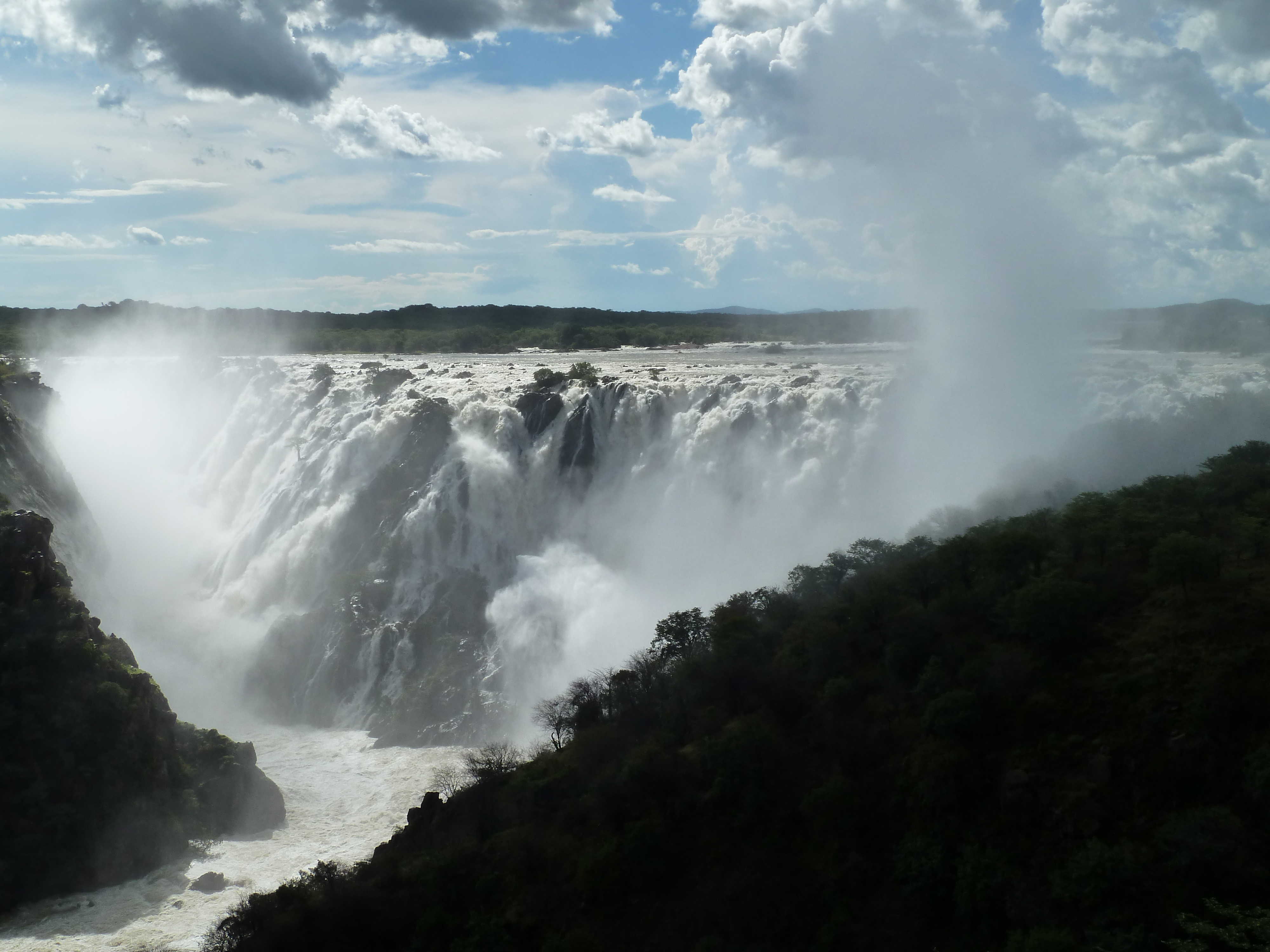
Водопад Руакана в Намибии